# ویله کیرونن
ویله کیرونن (فنلاندی: Ville Kyrönen; ۱۴ ژانویهٔ ۱۸۹۱ – ۲۴ مهٔ ۱۹۵۹) دونده دو استقامت اهل فنلاند بود.
وی در مسابقات کشوری و بین‌المللی در مجموع برندهٔ ۱ مدال نقره شده‌است.